# Yangyaji
Yangyaji är en köping i nordvästra Kina. Den ligger i Huining härad i staden Baiyin i provinsen Gansu, omkring 150 kilometer öster om provinshuvudstaden Lanzhou. Antalet invånare är 19 980. Befolkningen består av 9 920 kvinnor och 10 060 män. Barn under 15 år utgör 19,0 %, vuxna 15-64 år 70 %, och äldre över 65 år 9,0 %.